# Fehér nyirokgomba
A fehér nyirokgomba (Cuphophyllus virgineus) a csigagombafélék családjába tartozó, Eurázsiában, Észak-Amerikában és Ausztráliában honos, réteken, tisztásokon élő, ehető gombafaj. 

## Megjelenése
A fehér nyirokgomba kalapja 1,5-5 cm széles; alakja fiatalon domború, később laposan kiterül, közepe bemélyedő, széle pedig felfelé forduló lesz. Felülete sima, fiatalon nyirkos, nyálkás, idősebben száraz. Színe fehéres, közepe kissé halványsárgás, -barnás lehet. Széle áttetszően bordás.
Húsa fehér, sérülésre nem változik. Szaga és íze nem jellegzetes, esetleg kissé kesernyés lehet. 
Ritkásan álló vastag lemezei lefutók, a féllemezek gyakoriak. Színük fehéresek, idővel halványsárgásak.
Tönkje 2-12 cm magas és max. 1 cm vastag. Alakja lefelé keskenyedő. Színe fehéres, idősen üregesedik.
Spórapora fehér. Spórája ellipszoid, sima, mérete 7-10 x 4-5 µm.

### Hasonló fajok
A mérgező viaszfehér tölcsérgombával vagy az ehető elefántcsont-csigagombával lehet összetéveszteni.  

## Elterjedése és termőhelye
Eurázsiában, Észak-Amerikában és Ausztráliában honos. Magyarországon viszonylag gyakori. 
Réteken, legelőkön, erdei tisztásokon, erdőszéleken él; a savanyú talajt preferálja. Szeptembertől novemberig terem. 
Ehető, de vigyázni kell a mérgező fajokkal való összetéveszthetőségére.

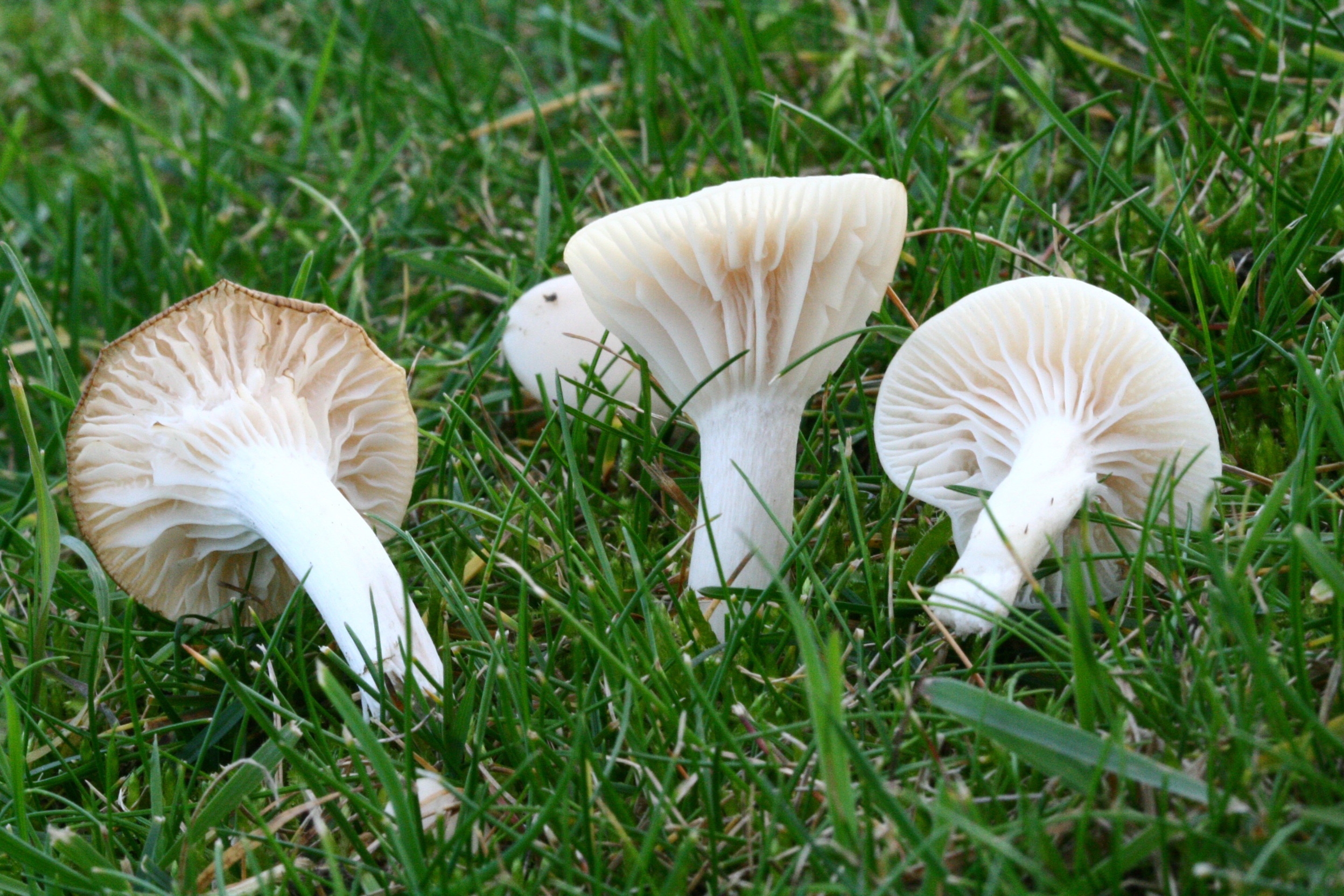
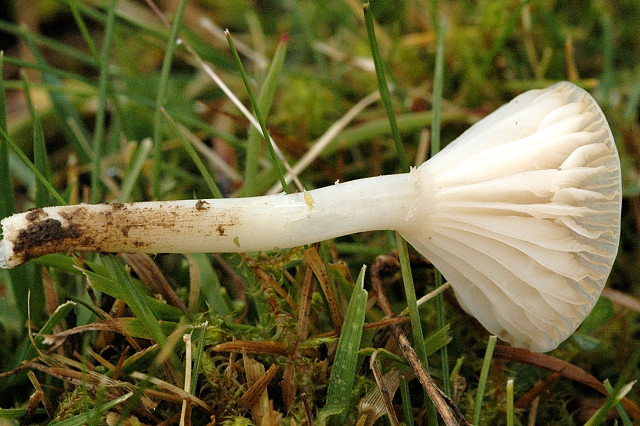
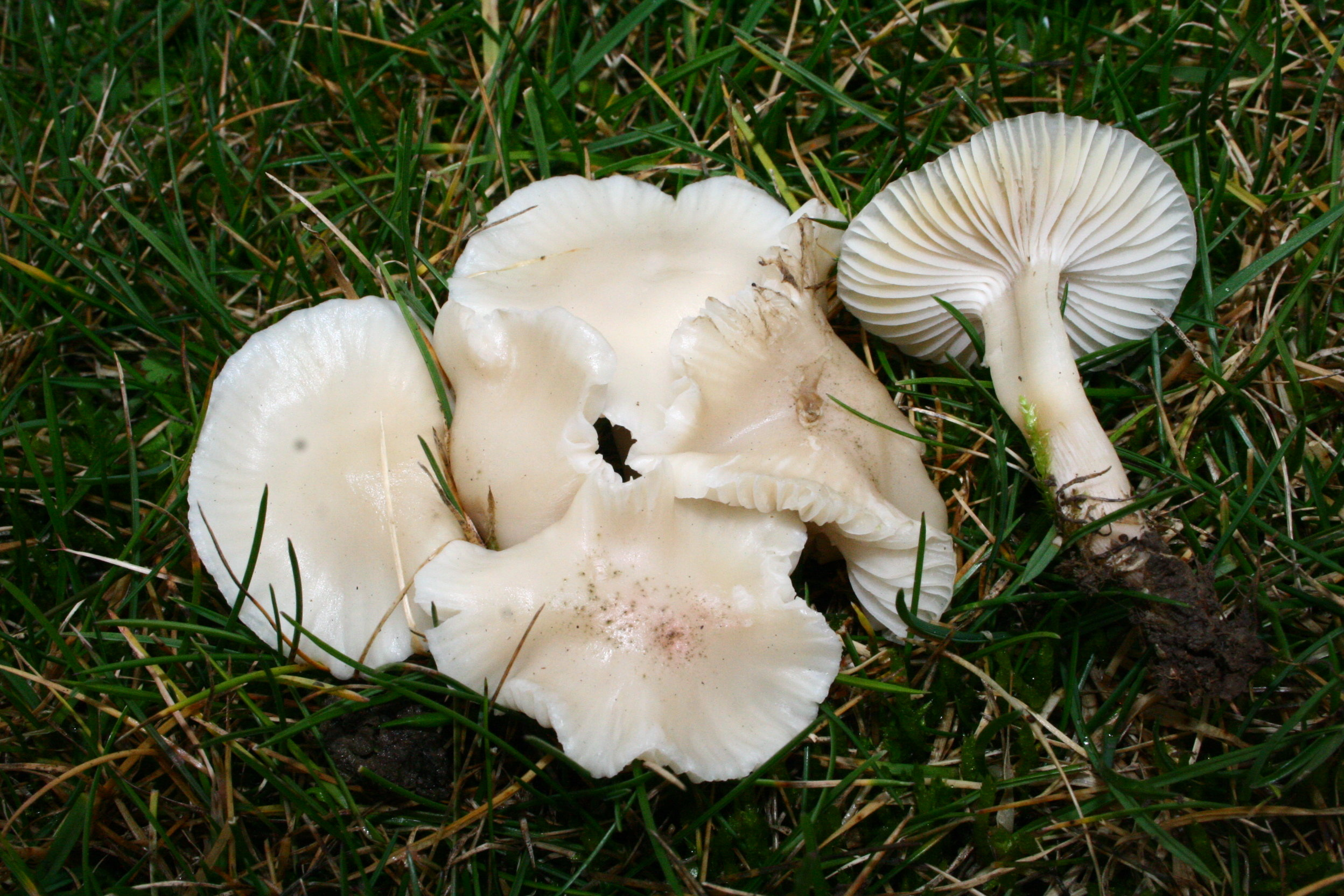
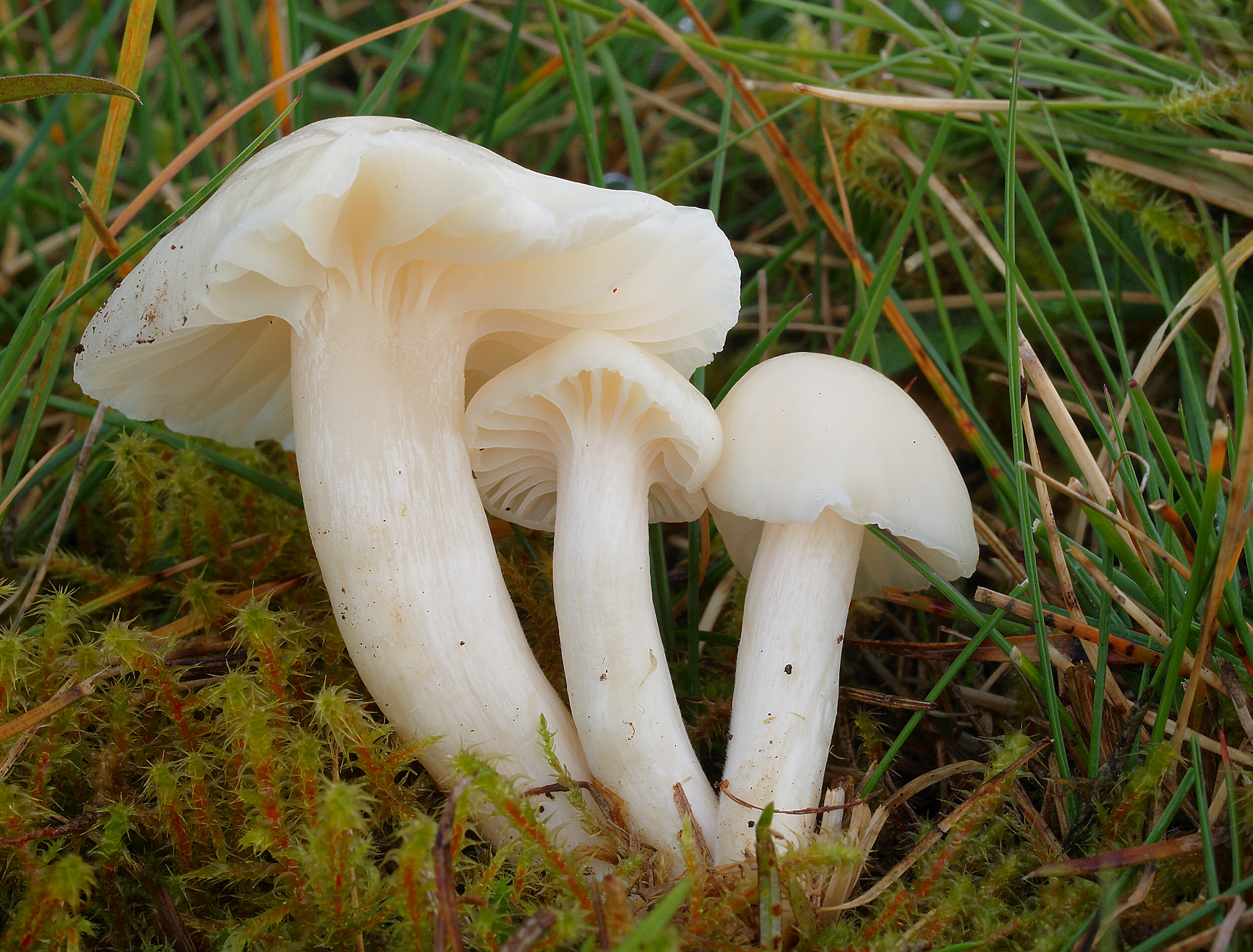
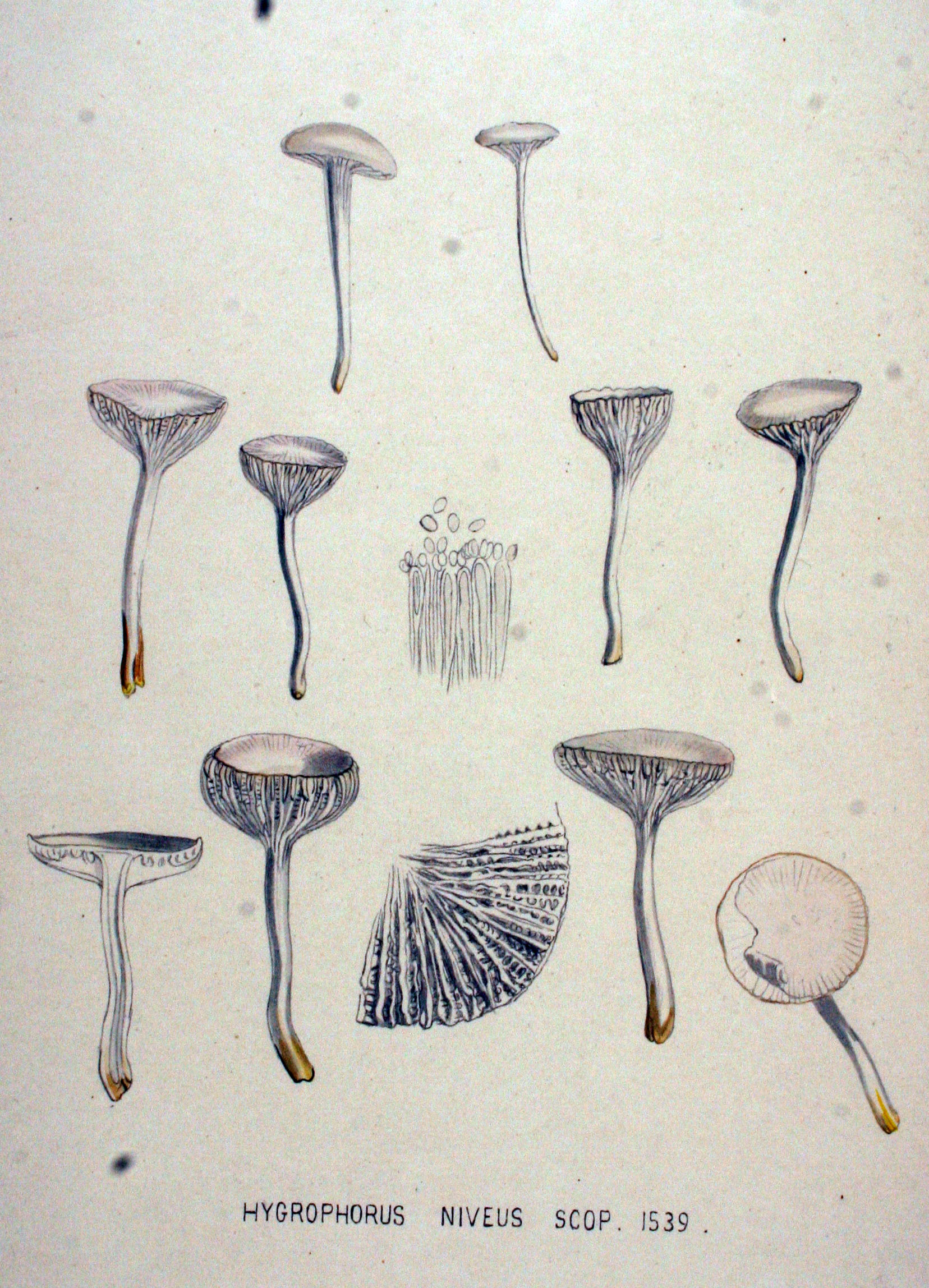